# 聖塞瓦斯蒂安德布埃納維斯塔
聖塞瓦斯蒂安德布埃納維斯塔是哥倫比亞的城鎮，位於該國北部，由馬格達萊納省負責管轄，距離首府聖瑪爾塔315公里，始建於1748年1月20日，面積420平方公里，海拔高度25米，2005年人口17,362。

## 外部連結
- （西班牙文） San Sebastián de Buenavista official website